# Ибури (провинция)

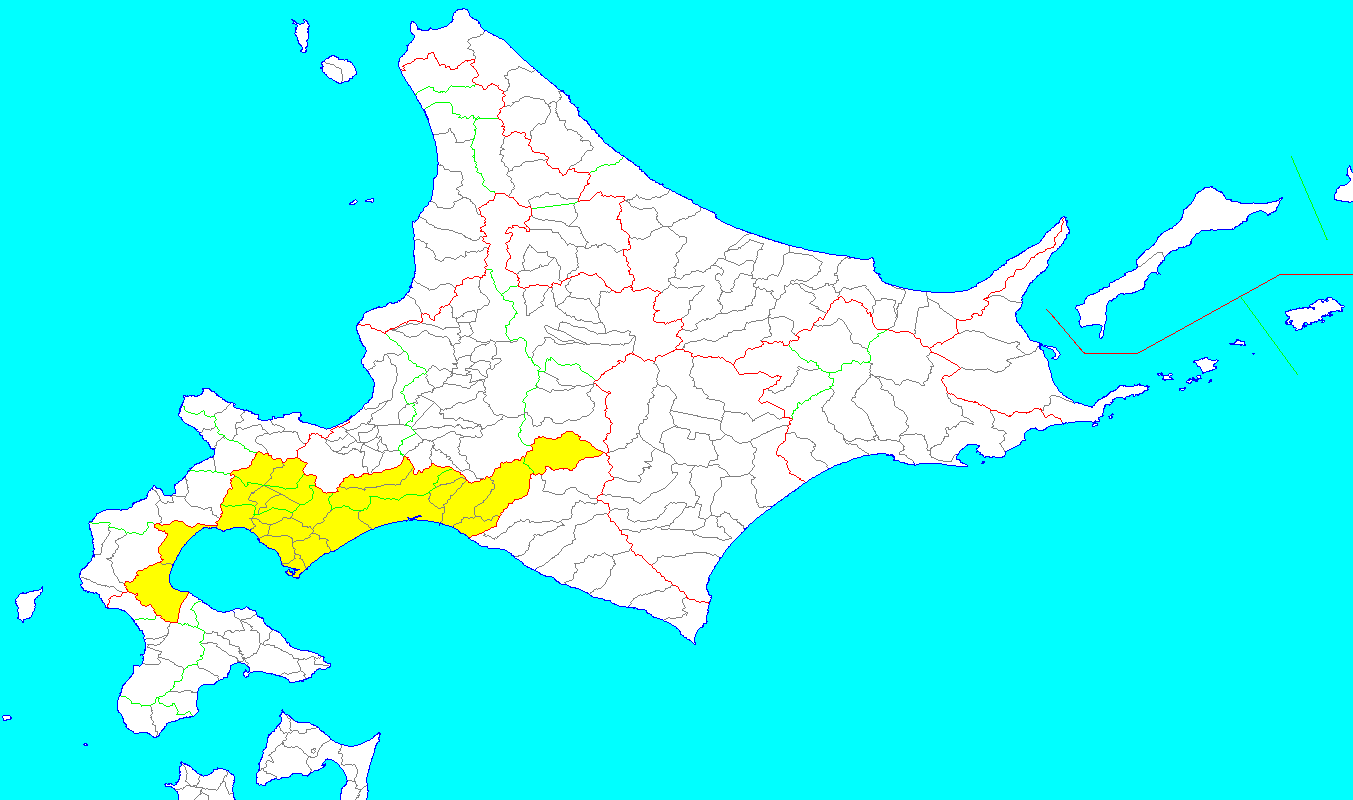
Провинция Ибури на карте Хоккайдо

Провинция Ибури  (яп. 胆振国  - ибури но Куни, «страна Ибури») — историческая провинция Японии на острове Хоккайдо, которая существовала с 1869 по 1882 гг. Соответствует современной области Ибури префектуры Хоккайдо.

## Уезды
- Ямакоси (山越郡)
- Абута (虻田郡)
- Усу (有珠郡)
- Муроран (室兰郡)
- Йорибецу (幌别郡)
- Серая (白老郡)
- Юфусу (勇払郡)
- Титосе (千歳郡)

## Источник
『角川日本地名大辞典』全50巻,东京:角川书店,1987-1990 («Большой словарь названий местностей Японии издательства Кадокава» В 50 томах, Токио: Кадокава сьотен, 1987—1990)